# 長弓寺

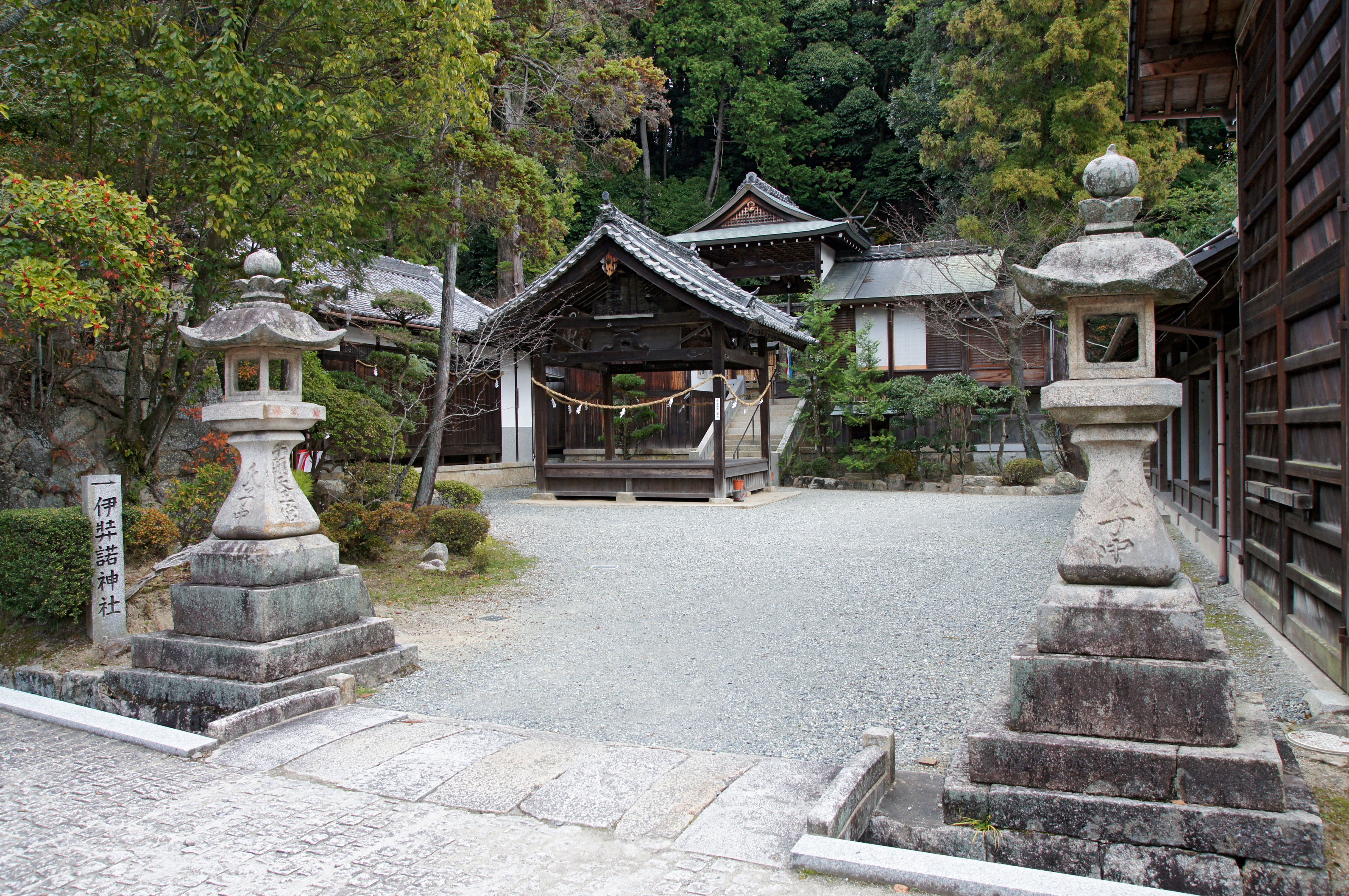
伊弉諾神社

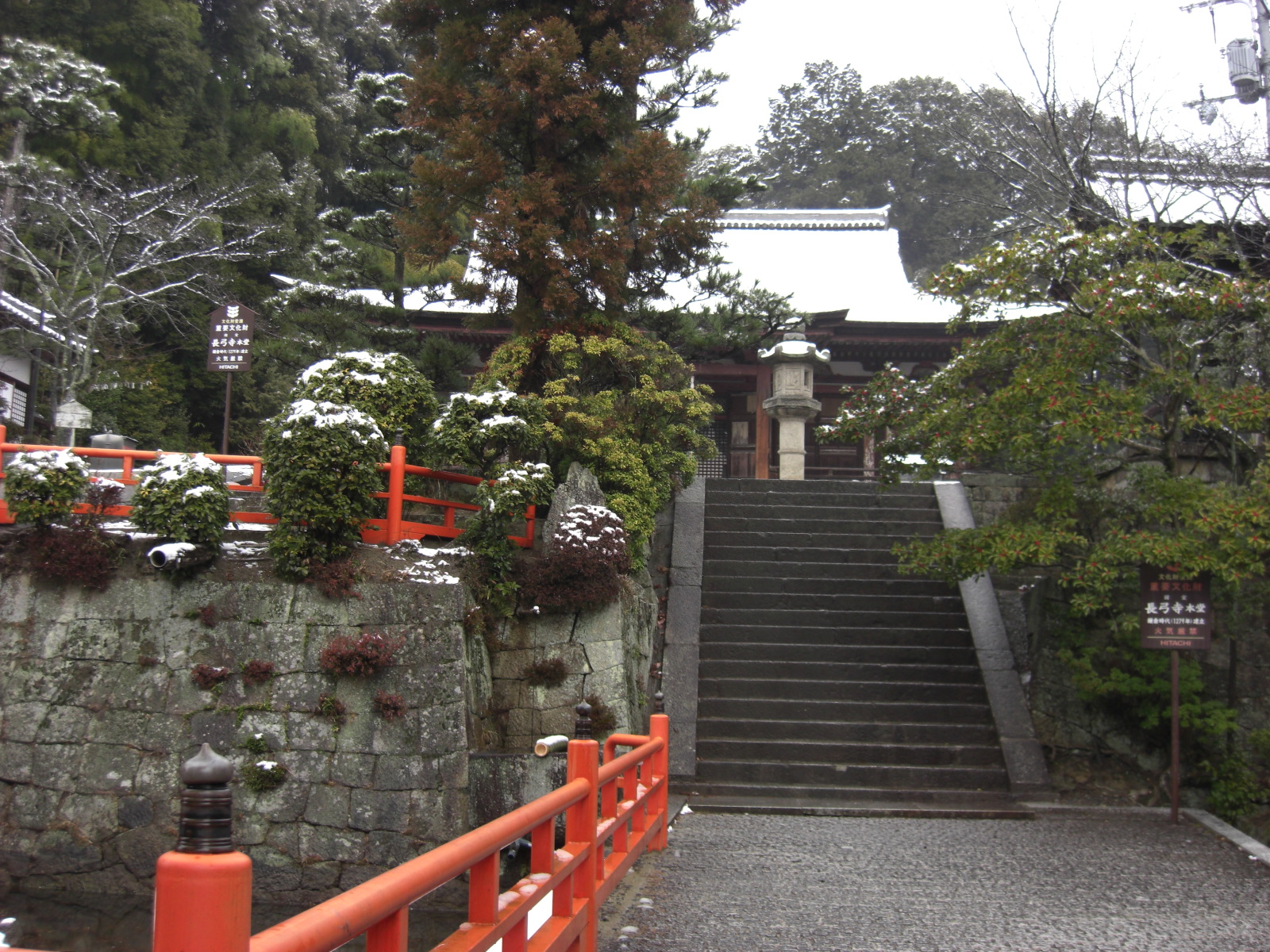
境内

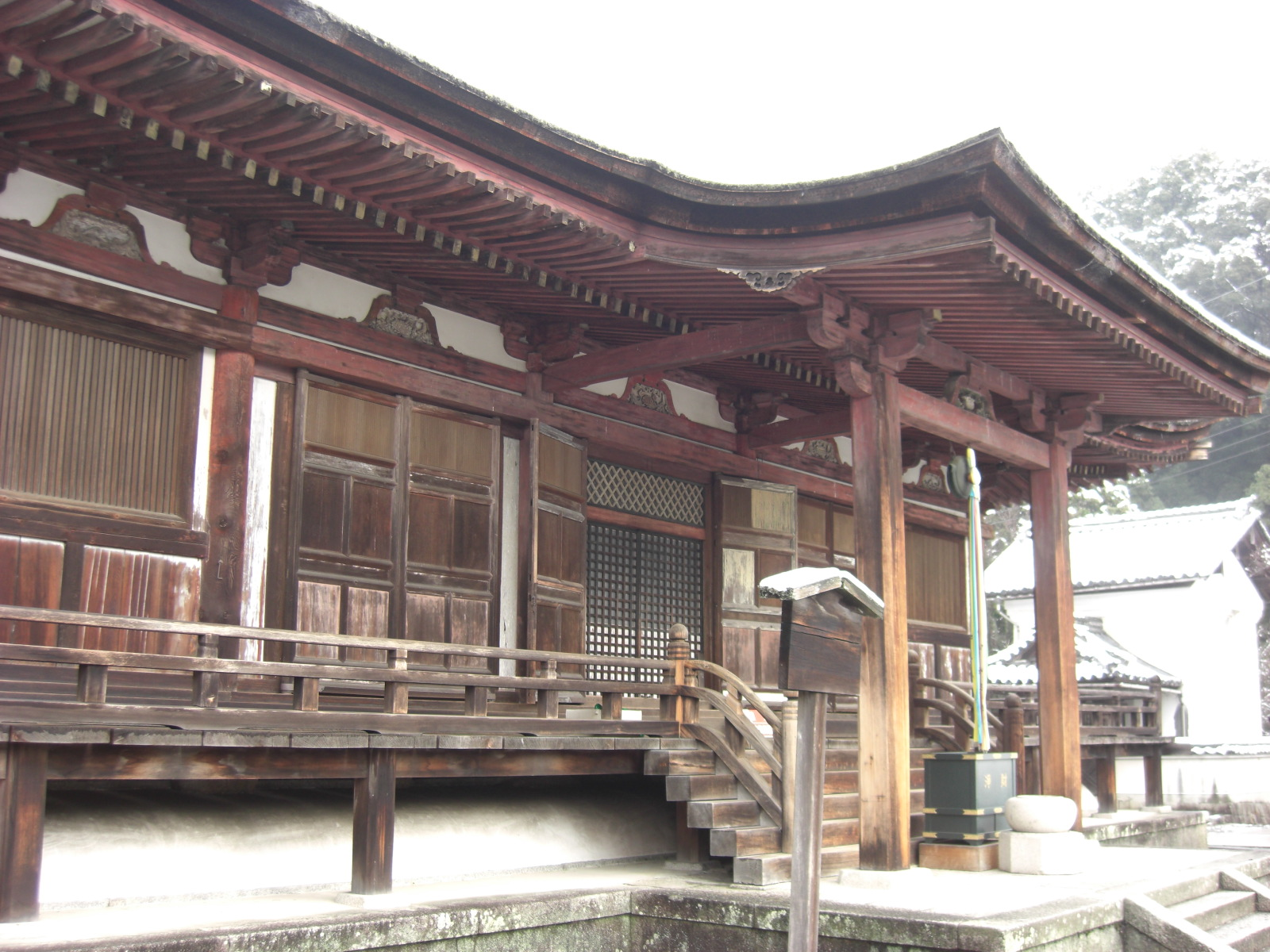
本堂細部

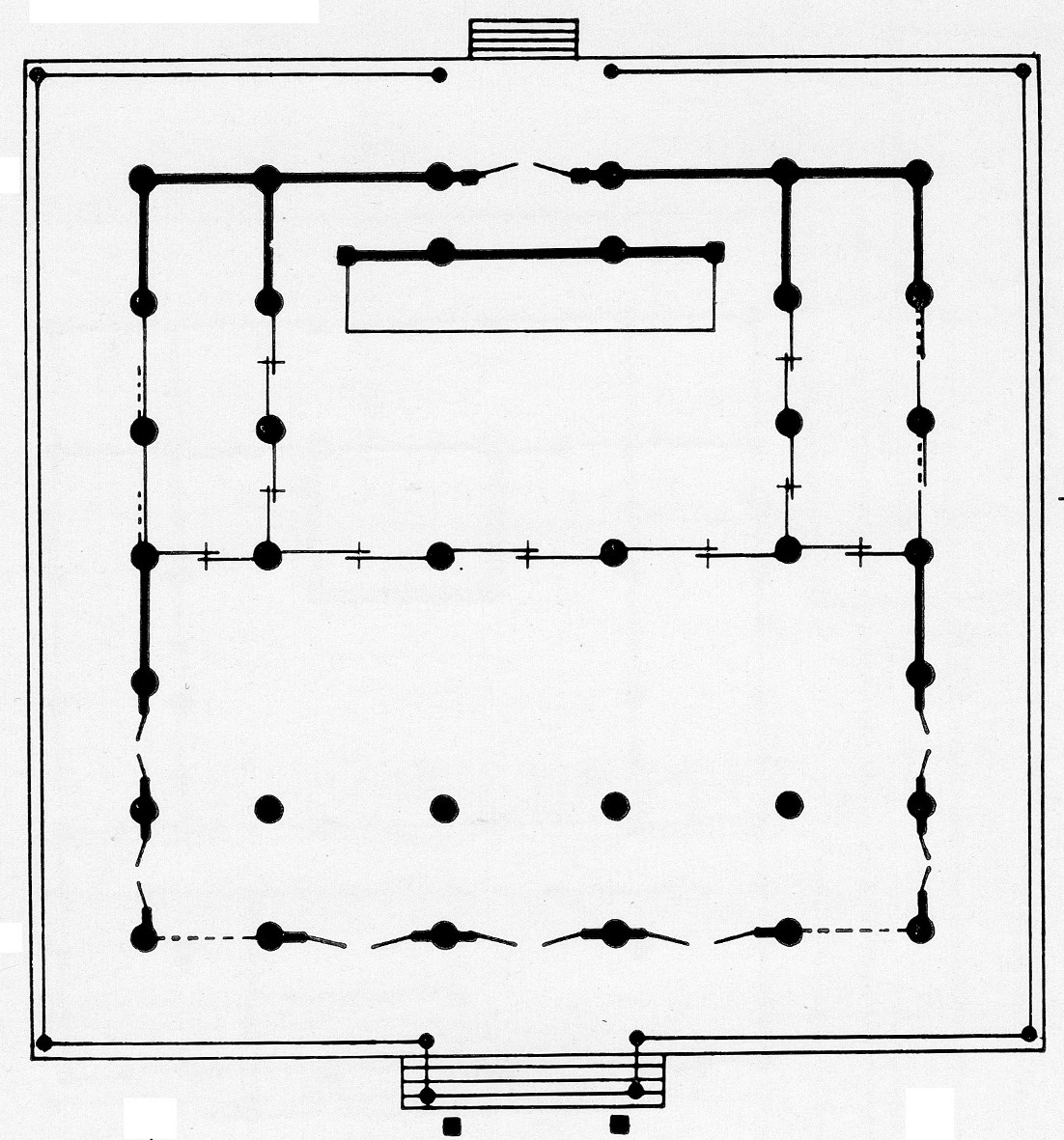
本堂平面図

長弓寺（ちょうきゅうじ）は、奈良県生駒市にある真言律宗の寺院。山号は真弓山。本尊は十一面観音。開山は行基と伝える。国宝の本堂は鎌倉時代の密教仏堂の代表作として知られ、宮大工が選ぶ神社仏閣で6位に選ばれている。

## 歴史
長弓寺の創建についてはいくつかの説があり、定説を見ない。『長弓寺縁起』によると神亀5年（728年）、鳥見郷の豪族である小野真弓長弓（おののまゆみたけゆみ）が聖武天皇に随行して狩りに出た。同行していた長弓の息子・長麻呂が不思議な鳥が飛び立つのを見て矢を放ったところ矢は誤って長弓に当たってしまい、長弓は亡くなってしまった。不運な長弓父子を哀れんだ聖武天皇は僧・行基に命じて一寺を建立させた。行基は十一面観音像を安置してこれを本尊としたという。十一面観音像の頭頂には仏面が乗っているが、これは聖武天皇の弓を刻んだものだする逸話が残る。なお「鳥見（登美）」は長弓寺の位置する生駒山東麓を指す古い地名で、神武天皇東征神話にも登場する。現在の奈良市西部から生駒市にあたる。また、長弓寺近隣の真弓地区は小野真弓長弓に因む。
その後、桓武天皇（737年 - 806年）の時代に藤原良継（716年 - 777年）が再興し、伽藍を整備し丈六の阿弥陀、釈迦、四天王を安置し崇拝したとされる。しかし、桓武天皇の即位は良継没後の天応元年（781年）であるので時代的に合わない。別の伝承では平安時代初期に藤原緒嗣（774年 - 843年）によって創建されたともいう。
空海は当寺を訪れた際に善女龍王を感得したという。平安時代後期には堀河天皇が伽藍を修復して大般若経六百巻を施入している。しかし、平安末期・安徳天皇の御代には火災にあったと、東大寺資材帳に記録がある。
以後、中世までの沿革はあまりはっきりしていないが現在の本堂は棟木銘から弘安2年（1279年）の建立であることが明らかで真言律宗の祖・叡尊（1201年 - 1290年）によって再興されたものである。 
室町時代の応仁の乱の際には西軍の山名宗全方の落人が乱入して重宝を破壊し、戦国時代には織田信長によって寺領が没収されている。
盛時には塔頭が20院あったとされるが、明治時代の廃仏毀釈の影響により、現在は4坊が残るのみである。
長弓寺の境内東側にある伊弉諾神社は明治の神仏分離以前は牛頭天王社（ごずてんのうしゃ）と呼ばれ、寺伝では聖武天皇が長弓寺の鎮守社として建てさせたものという。長弓寺の参道入口に鳥居が立つことからもうかがえるように、近世以前は神仏混交での信仰が行われていた。明治時代の神仏分離によって長弓寺から独立している。

## 境内
境内奥に国宝の本堂が建ち右側（東）には伊弉諾神社、薬師院、左側（西）には円生院、法華院、南には宝光院地蔵堂がある。長弓寺本寺には住職がなく、薬師院、円生院、法華院の3つの塔頭が輪番制で本堂を護持している。この3つの塔頭は宿坊を営業し、精進料理を提供している。
- 本堂（国宝） - 棟木に弘安2年（1279年）棟上の銘があることから、同年に建物の骨格ができ、その数年後に竣工したとみられる。入母屋造、檜皮葺、桁行（正面）5間、梁間（側面）6間の密教仏堂である（「間」は長さの単位ではなく柱間の数を表す用語）。和様を基調にしつつ扉（桟唐戸）・頭貫（かしらぬき）の木鼻（用材の端部に装飾彫刻を施す）の意匠などには大仏様を採り入れるなど鎌倉時代の新和様の典型的な建築といえる。内部は手前の梁間3間分を外陣（げじん）、その奥を内陣とし、内陣と外陣の境は透格子で結界する。礼拝空間である外陣を広く取っているのが特色である。外陣部分は梁間3間に亘る長大な虹梁（こうりょう）を架け渡す。虹梁の下は、正面から1間内側の位置には柱を立てるが、その奥は柱を省略し、虹梁上に蟇股（かえるまた）を置いて荷重を支えている（平面図参照）[3]。
- 大師堂
- 役行者像
- 宝殿
- 鐘楼 - 梵鐘は「まゆみの鐘」と呼ばれる。
- 伊弉諾神社 - かつての鎮守社で、現在は独立している。長弓寺の境内の中にある。
- 薬師院 - 塔頭。
- 三重塔跡 - 礎石が残る。長弓寺にはかつて鎌倉時代建立とされる三重塔があったが再度の移転の末、現在は初層部分のみが東京都港区のグランドプリンスホテル高輪に移築されている。1934年（昭和9年）の室戸台風で長弓寺は本堂の屋根が大破するなどの大きな被害を受けた。寺では修理費用捻出のため、三重塔を売却することとなった。なお三重塔の二層・三層は早くに失われており、当時すでに初層のみが残っている状態であったらしい。塔はいったんある実業家の所有となって鎌倉市に移築された後、1954年（昭和29年）に品川プリンスホテル（後に高輪プリンスホテル、現・グランドプリンスホテル高輪）庭園内に移築され「観音堂」と称されている。同ホテルには他にも長弓寺にあった門と鐘楼も移築されている。
- 円生院 - 塔頭。
- 法華院 - 塔頭。
- 蓮池
- 宝光院地蔵堂 - 塔頭。
- 大門
- 真弓塚 - 寺の東方1kmほどのところにあり、小野長弓の塚とも聖武天皇の弓を埋めたところとも伝える（伝承では聖武天皇の弓の一部を使って、本尊十一面観音の頭上の仏面を刻んだとされている）。

## 文化財

### 国宝
- 本堂

### 重要文化財
- 木造十一面観音立像 - 本堂の本尊として黒漆厨子に安置されている平安時代後期の一木造の像で、目のつり上がった個性的な面貌や奥行きのある体躯などに古様が残る。
- 黒漆厨子 - 本尊の十一面観音立像を納める。扉内左側に胎蔵界曼荼羅と不動明王立像、右側に金剛界曼荼羅と降三世明王立像が描かれる。

### その他
- 地蔵像 - 松の一木から彫り出された正和4年（1315年）の像で、興福寺大仏師の康俊（こうしゅん）・康成（こうせい）親子の作と考えられる。

## 前後の札所
大和十三仏霊場
8 小房観音　-　9 長弓寺　-　10 霊山寺

## アクセス
- 近鉄学研北生駒駅より徒歩約15分
- 近鉄富雄駅より奈良交通バス（高山方面行き）「生駒上町」下車、徒歩5分（本数は少ない）
- 近鉄学園前駅もしくは近鉄学研北生駒駅より奈良交通バス「真弓四丁目」下車、徒歩5分（本数は多い）